# Bezirksliga Oberschlesien West 1940/41
De Bezirksliga Oberschlesien West 1940/41 was het achtste voetbalkampioenschap van de Bezirksliga Oberschlesien, het tweede niveau onder de Gauliga Schlesien en een van de vier reeksen die de tweede klasse vormden. Na de Poolse Veldtocht en de aanhechting van het vroegere Oost-Opper-Sileizië werd de Bezirksliga in twee volwaardige divisie opgedeeld, de Bezirksliga Oberschlesien West en Ost. Beide competities leverden een deelnemer op aan de eindronde om te promoveren naar de Gauliga. LSV Reinecke Brieg werd kampioen en nam deel aan de eindronde. De club werd tweede en promoveerde naar de Gauliga, die nu opgesplitst werd. 

## Bezirksliga

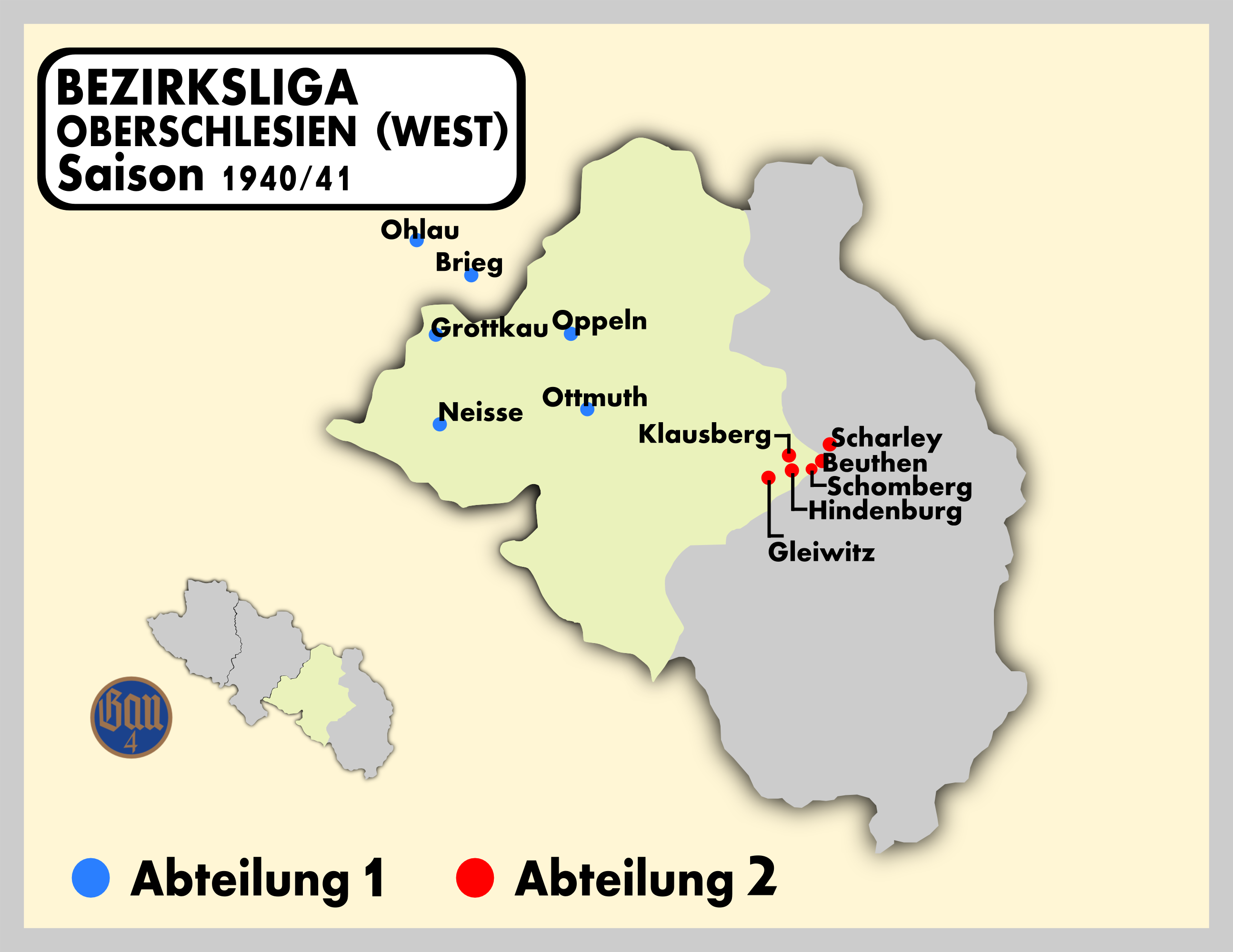
Speelsteden Bezirksliga Oberschlesien West.

### Afdeling 1
| Plaats | Club                                   | Wed.           | W              | G              | V              | Saldo          | Ptn.           |
| ------ | -------------------------------------- | -------------- | -------------- | -------------- | -------------- | -------------- | -------------- |
| 1.     | LSV Reinecke Brieg                     | 16             | 15             | 1              | 0              | 91:21          | 31:01          |
| 2.     | LSVgg Grottkau                         | 16             | 8              | 2              | 6              | 51:34          | 18:14          |
| 3.     | Reichsbahn SG Ohlau                    | 16             | 8              | 2              | 6              | 35:41          | 18:14          |
| 4.     | Post SV Oppeln                         | 16             | 8              | 1              | 7              | 43:39          | 17:15          |
| 5.     | Vereinigte Sportfreunde Preußen Neisse | 15             | 8              | 0              | 7              | 38:52          | 16:14          |
| 6.     | Verein Oppelner Sportfreunde 1919      | 13             | 4              | 3              | 6              | 24:31          | 11:15          |
| 7.     | SpVgg SSC Brieg                        | 15             | 4              | 3              | 8              | 26:40          | 11:19          |
| 8.     | WKG der BSG OTA AG Ottmuth             | 16             | 4              | 2              | 10             | 24:51          | 10:22          |
| 9.     | SC Brega 09 Brieg                      | 15             | 2              | 2              | 11             | 11:34          | 06:24          |
| 10.    | RSG Neisse                             | Teruggetrokken | Teruggetrokken | Teruggetrokken | Teruggetrokken | Teruggetrokken | Teruggetrokken |

|  | Finale om de titel + promotie naar de Gauliga Oberschlesien 1941/42 |
|  | Wisselde van competitie naar de 1. Klasse Niederschlesien 1941/42   |
|  | Degradatie                                                          |

### Afdeling 2
| Plaats | Club                   | Wed. | W  | G | V  | Saldo | Ptn.  |
| ------ | ---------------------- | ---- | -- | - | -- | ----- | ----- |
| 1.     | TuS Hindenburg 09      | 16   | 12 | 1 | 3  | 60:28 | 25:07 |
| 2.     | TuS Scharley           | 16   | 11 | 1 | 4  | 46:27 | 23:09 |
| 3.     | SV Glückauf Beuthen    | 16   | 8  | 2 | 6  | 36:40 | 18:14 |
| 4.     | SV Schomberg           | 16   | 7  | 3 | 6  | 36:29 | 17:15 |
| 5.     | RSG Beuthen            | 16   | 6  | 3 | 7  | 60:47 | 15:17 |
| 6.     | Sportfreunde Klausberg | 16   | 6  | 3 | 7  | 29:46 | 15:17 |
| 7.     | VfR 1919 Gleiwitz      | 16   | 6  | 0 | 10 | 27:49 | 12:20 |
| 8.     | 1. FC Hindenburg       | 16   | 4  | 3 | 9  | 26:41 | 11:21 |
| 9.     | Reichsbahn SG Gleiwitz | 16   | 3  | 2 | 11 | 37:50 | 08:24 |

|  | Finale om de titel + promotie naar de Gauliga Oberschlesien 1941/42 |

## Finale
Heen
|            |                   |       |                    |            |
| 4 mei 1941 | TuS Hindenburg 09 | 2 – 5 | LSV Reinecke Brieg | Hindenburg |
| 4 mei 1941 |                   |       |                    | Hindenburg |

Terug
|             |                    |       |                   |       |
| 11 mei 1941 | LSV Reinecke Brieg | 5 – 0 | TuS Hindenburg 09 | Brieg |
| 11 mei 1941 |                    |       |                   | Brieg |